# Chae Seo-jin
Chae Seo-jin 채서진?, 蔡舒辰?, Chae SeojinLR, Ch'ae SŏjinMR, pseudonimo di Kim Go-woon (김고운?, Gim GounLR, Kim KounMR; Gwangyang, 30 aprile 1994), è un'attrice sudcoreana.

## Biografia
Sorella minore dell'attrice Kim Ok-bin, ha esordito nel 2006 interpretando la protagonista Jung Hee-soo da giovane nella serie televisiva Over the Rainbow. Il suo primo ruolo cinematografico è stato nel film del 2014 Dugeundugeun nae insaeng. L'anno successivo è stata scritturata per il ruolo femminile principale nel lungometraggio Cho-in, mentre nel maggio 2016 ha annunciato che avrebbe adottato lo pseudonimo Chae Seo-jin anziché usare il proprio nome di battesimo, Kim Go-woon. Quello stesso anno è entrata nel cast di diversi film, tra cui Yeojadeul di Lee Sang-deok e Dangsin, geogi iss-eojullae-yo di Hong Ji-young; ha anche recitato da protagonista nella serie televisiva Geunjeong-i chejil. Nel 2017 e nel 2018 ha ricoperto altri ruoli principali sul piccolo schermo in Lingerie sonyeosidae e Kopi-ya, butakhae.

## Filmografia

### Cinema
- Dugeundugeun nae insaeng (두근두근 내 인생?), regia di Lee Ja-yong (2014)
- Cho-in (초인?), regia di Seo Eun-young (2016)
- Curtain Call (커튼콜?), regia di Ryu Hoon (2016)
- Dangsin, geogi iss-eojullae-yo (당신, 거기 있어줄래요?), regia di Hong Ji-young (2016)
- Yeojadeul (여자들?), regia di Lee Sang-deok (2017)
- Sim-ya café: Missing Honey (심야카페: 미씽 허니?), regia di Jung Yoon-soo (2022)

### Televisione
- Over the Rainbow (오버 더 레인보우?) – serie TV (2006)
- Geungjeong-i chejil (긍정이 체질?) – serie TV (2016)
- Lingerie sonyeosidae (란제리 소녀시대?) – serie TV (2017)
- Kopi-ya, butakhae (커피야 부탁해?) – serie TV (2018)
- Melting Me Softly (날 녹여주오?) – serie TV (2019)
- Yeonnamdong family (연남동 패밀리?) – webserie (2019)